# Boris Hessen
Boris Mikhailovich Hessen, também grafado como Gessen, em russo: Борис Михайлович Гессен 
(Elisavetgrad, 16 de agosto de 1893 (131 anos) — Moscovo, 20 de dezembro de 1936)  foi um físico, filósofo e historiador da ciência russo. Ficou particularmente conhecido pela sua comunicação sobre o livro Principia de Newton, que se tornou uma pedra basilar na historiografia da ciência.
Boris Hessen nasceu de uma família judaica em Elisavetgrad, Rússia (agora Kirovohrad, Ucrânia). Estudou física e ciências naturais na Universidade de Edinburgo (1913—1914), juntamente com o seu amigo Igor Tamm. Foi depois estudar para a Universidade de São Petersburgo (1914—1917). Juntou-se ao Exército vermelho na Guerra civil russa, tornando-se comunista e membro do Conselho Militar Revolucionário (1919—1921). Continuou os seus estudos de física em vários locais, acabando por se graduar  pelo Instituto dos Professores Vermelhos em Moscovo, no ano de 1928. Depois de trabalhar neste instituto por mais dois anos, tornou-se professor de física e catedrático do departamento de física da Universidade Estatal de Moscovo em 1931. Em 1933 foi eleito membro da Academia das Ciências da Rússia.
Em 1931, Hessen apresentou a sua famosa comunicação "As Raízes Sócio-Económicas dos Principia de Newton" no Segundo Congresso Internacional de História das Ciências, que teve lugar em Londres. Este trabalho, parte da colectânea Science at the crossroads tornou-se seminal na história da ciência e conduziu aos estudos modernos sobre as revoluções científicas e a sociologia da ciência.
De 1934 a 1936 Hessen foi o director deputado do Instituto de Física em Moscovo, presidido por S.I. Vavilov. A 22 de Agosto de 1936, Hessen foi preso pelo NKVD. Foi julgado secretamente sob a acusação de terrorismo por um tribunal militar, juntamente com o seu antigo professor do liceu A. O. Apirin. Foram considerados culpados a 20 de Dezembro de 1936 e executados por um esquadrão de fuzilamento no mesmo dia. A 21 de Abril de 1956, tanto Apirin como Hessen foram reabilitados postumamente.  

## Principais publicações
- Hessen, B. "The Social and Economic Roots of Newton's Principia," In N. I. Bukharin, et al. Science at the Crossroads: Papers from the Second International Congress of the History of Science and Technology. Londres: Kniga, 1931. pp. 147–212.